# Washburn, North Dakota
Washburn är administrativ huvudort i McLean County i North Dakota. Orten har fått sitt namn efter politikern och militären Cadwallader C. Washburn. Enligt 2020 års folkräkning hade Washburn 1 300 invånare.